# Aphantolana moortgati
Aphantolana moortgati is een pissebed uit de familie Cirolanidae. De wetenschappelijke naam van de soort is voor het eerst geldig gepubliceerd in 1993 door Mueller & Salvat.